# Tour de Ratières
La tour de Ratières, érigée sur la commune de Ratières dans le nord de la Drôme, est une tour médiévale, hexagonale, d'environ 15 mètres de haut, surplombant le village et toute la plaine alentour.

## Histoire
La tour de Ratières est une tour carolingienne inscrite monument historique par arrêté du 21 octobre 1926.
Les fouilles, menées en 1993, à l'occasion d'importantes rénovations, ont permis de confirmer l'existence d'une occupation antérieure au donjon, peut-être un château à motte.
En 2015, la tour appartient à une personne privée et ne se visite pas car des travaux sont en cours.

## Architecture
Le château s'organise autour d'un donjon octogonal du XIVe siècle, singulier par les éléments de confort dont on a pu déceler les traces sur les murs intérieurs. Le rez-de-chaussée actuel devait constituer une cave ou une prison. L'accès au bâtiment se faisait au premier étage, où l'on peut encore observer les restes d'une cheminée. Le deuxième étage comporte une latrine bien conservée, et le troisième étage est percé de larges fenêtres offrant la possibilité d'un guet. Des espaces, les coussièges, pouvaient accueillir les personnes chargées de surveiller les allées et venues.
Le château est juché sur un tertre et domine une basse-cour où s'élèvent :
- à l'ouest, "la ferme", bâtiment médiéval à étage, utilisé comme écurie ;
- à l'est, une maison d'habitation (construite au XIXe siècle par l'adjonction de murs sur les ruines de deux phases de construction antérieures et une bergerie.

## Jardin
Le château abrite un jardin dessiné par Paolo Tonini, et créé en 1993. Orné de sculptures contemporaines, il permet, sur une superficie d'un hectare, de traverser différents jardins : allée de rosiers, jardin médiéval, jardin des roses, jardin des vivaces, jardin italien.